# Feminazi

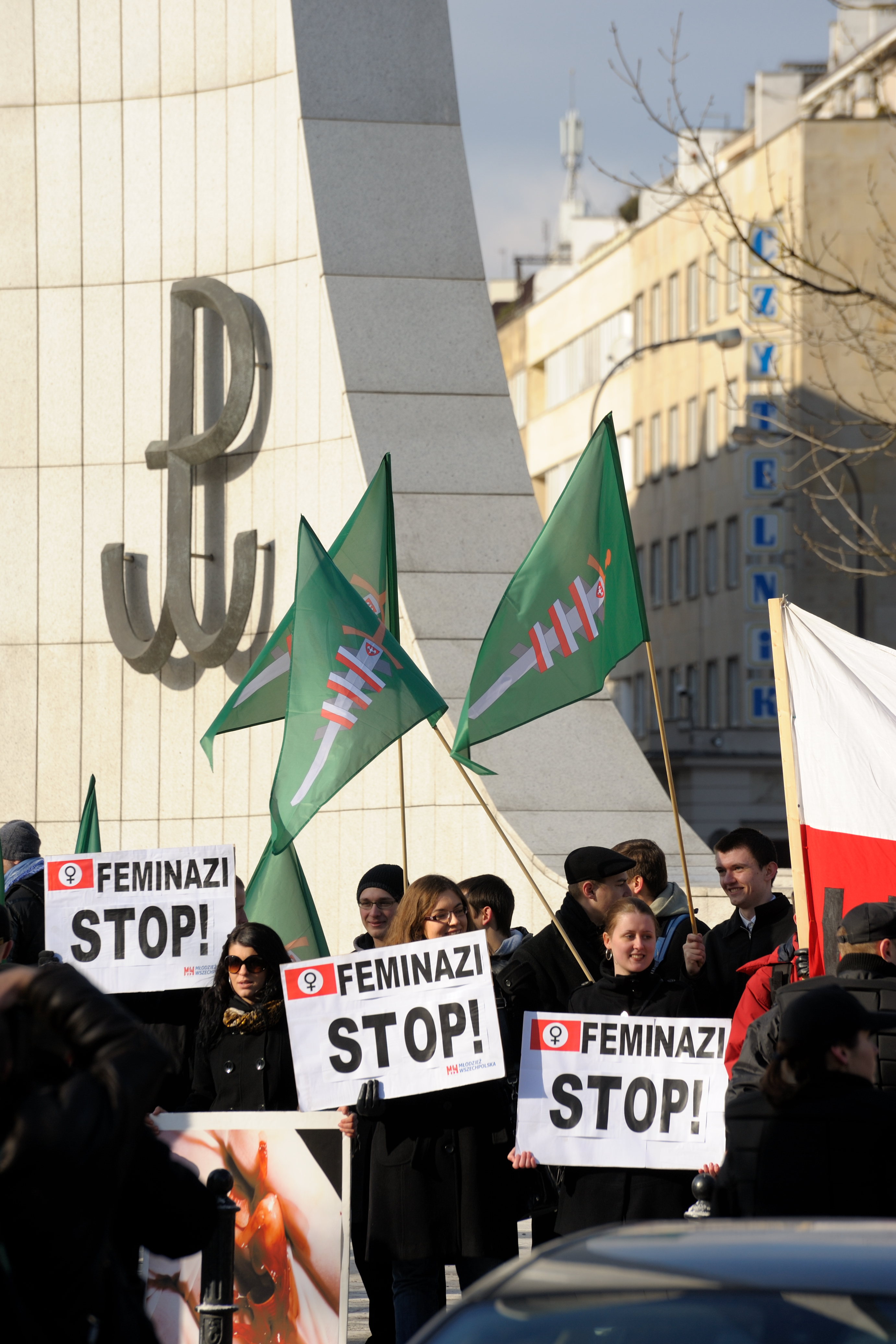
Polnische Nationalistinnen demonstrieren am Internationalen Frauentag 2010 mit Protestschildern mit der Parole „Feminazi STOP!“. Die darauf abgebildeten Symbole sind der deutschen Reichsflagge aus der Zeit der deutschen Besetzung Polens 1939–1945 nachempfunden, wobei das feministische Venussymbol an die Stelle des nationalsozialistischen Hakenkreuzes tritt.

Feminazi ist ein Kofferwort aus (englisch) feminist und Nazi. Der Begriff wird dem rechtskonservativen US-amerikanischen Radiomoderator Rush Limbaugh zugeschrieben, der ihn in den 1990er Jahren popularisierte. Der Kampfbegriff wird vor allem gegen Feministinnen genutzt.

## Ursprung
Rush Limbaugh popularisierte diesen Begriff während der 1990er Jahre unter Konservativen in den USA. Zunächst war er gegen Pro-Choice-Anhänger gerichtet, eine Bewegung für Abtreibungsrechte der Frau. Limbaugh selbst hat den Ausdruck nach eigenen Angaben von Tom Hazlett, einem Professor für Rechts- und Wirtschaftswissenschaften, übernommen.
Als Feminazi bezeichnete Limbaugh unter anderem Teilnehmer des March for Women’s Lives, einer großen Pro-Choice-Demonstration, insbesondere Mitglieder der National Organization for Women. Darüber hinaus münzte er den Ausdruck auf ausgesprochene Befürworterinnen der Abtreibung, da Abtreibungen das wichtigste Mittel für „militante Feministinnen“ seien, nach Macht zu streben und ihren Glauben an die Überflüssigkeit der Männer voranzutreiben.

## Bedeutung
Der Ausdruck ist Teil eines politischen Jargons der USA und wird, insbesondere von antifeministischen Gruppen und Mitgliedern der Männerrechtsbewegung, zur Diffamierung feministischer Positionen und einzelner Feministen verwendet, aber auch gegen Frauen im Allgemeinen. Während andere Schimpfworte wie „Bitch“ teilweise eine Bedeutungsänderung hin zu einer positiven Verwendung durchliefen, ist dies beim Begriff „Feminazi“ bisher nicht geschehen, da der Quellbegriff „Nazi“ zu negativ besetzt und die Assoziation zum Ziel „Frau“ zu stark ist. Der Wortbestandteil „Nazi“ ist hier nicht im eigentlichen Wortsinn der politischen Einstellung zu sehen, sondern als Metapher, die totalitären Eifer nahelegen soll. Mit dem Begriff werden Ängste der neurechten Bewegung vor einer Totalherrschaft von Frauen zum Ausdruck gebracht. Ähnliche Begriffe sind Feminat und Feminatsi, die Wortmischungen haben das Ziel, diejenigen die sich für Gleichstellung von Mann und Frau einsetzen zu verhöhnen. Auch im deutschsprachigen Raum nutzt die Männerrechtsbewegung gezielt das Medium Internet, um mit dem Schlagwort Feminazi Frauen und Feminismus zu attackieren.
Laut Michael Kimmel und Michael Kaufman sei der Ausdruck ein gutes Beispiel, wie der Backlash gegen den Feminismus funktioniere. Indem etwas, was man nicht unterstützt (Feminismus), mit etwas verbunden wird, das kaum jemand unterstützt (Nazis), hoffe man die öffentliche Meinung für sich zu gewinnen.